# Elecciones federales de México de 1833
Las elecciones federales de México de 1833 se llevaron a cabo en dos jornadas; las elecciones primarias a principios de 1833 y las secundarias, con el Congreso de la Unión en sesiones, el 30 de marzo de 1833. En ellas se eligieron los siguientes cargos de manera indirecta:
- Presidente de la República. Jefe de Estado y de Gobierno, electo por un periodo de cuatro años: 1833 - 1837, sin posibilidad de reelección inmediata. El candidato electo fue Antonio López de Santa Anna.

- Vicepresidente de la República. Substituto constitucional del Presidente, electo para el mismo periodo, Será electo para este cargo quien obtenga el Segundo lugar en la elección. El candidato electo fue Valentín Gómez Farías.

## Contexto histórico
El Partido Conservador apoyó a Santa Anna, el Héroe de Tampico, un militar muy influyente y popular, para ocupar la Presidencia. Sin embargo, después de la estabilidad que trajo los Convenios de Zavaleta, la sucesión presidencial habría sido pactada (al igual que las elecciones presidenciales anteriores) por los personajes políticos protagónicos del momento, entre los que había destacado siempre Santa Anna, esta sería la primera elección y ascenso de Santa Anna a la Presidencia.

## Resultados electorales

### Presidente
|  | 44.44 % |

|  | 30.55 % |

|  | 100.0 % |

|  | 100.0 % |

|  | 0.0 % |

- Datos: Q25402549